# 貝爾納多德伊里戈延

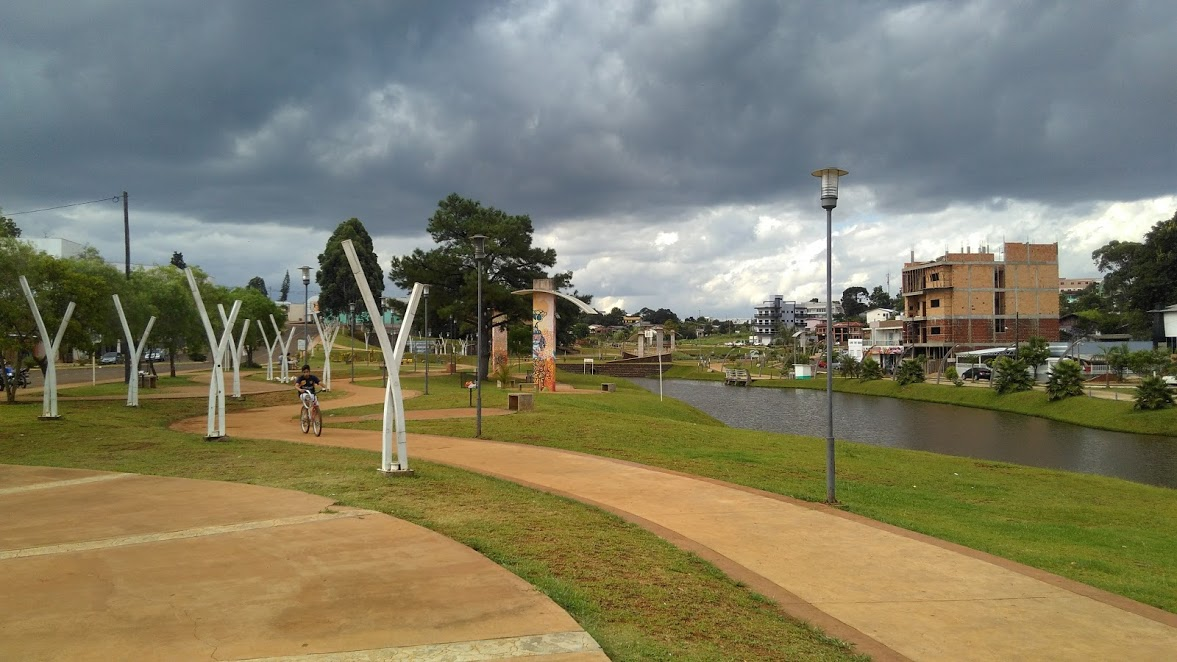
貝爾納多德伊里戈延

26°15′S 53°59′W / 26.250°S 53.983°W
貝拿度迪伊利高廷（西班牙語：Bernardo de Irigoyen），是阿根廷的城市，位於該國東北部米西奧內斯省，是馬努耶爾貝爾格拉諾將軍縣的首府，始建於1921年7月15日，面積1,064平方公里，海拔高度835米，2001年人口5,576，人口密度每平方公里10人。